# قسطرة الشريان التاجي

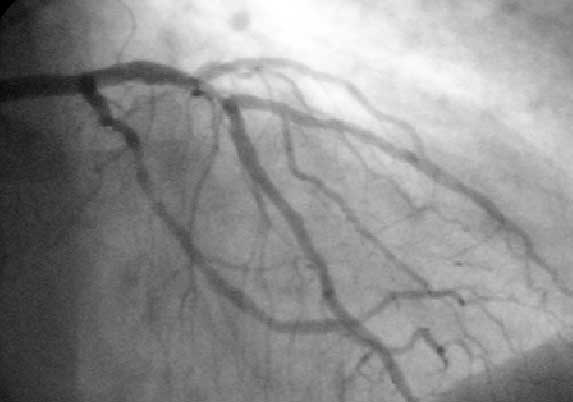
صورة وعائية (صورة لآشعة سينية باستخدام صبغة شعاعية في الآوعية التاجية) تظهر الدورة الدموية التاجية اليسرى. الشريان التاجي الآيسر القاصي يتواجد على يسار الربع الآعلى من الصورة. الآفرع الرئيسية (ظاهرة آيضا) هم الشِّرْيانُ المُنْعَطِفُ الآيسر، الذي يسير من الآعلى إلى الآسفل بإسلوب تصاعدي في البداية ثم باتجاه المنتصف/الآسفل، والفرع الأمامى الأيسر الهابط، الذي يسير من اليسار إلى اليمين في الصورة ومن ثم يسير إلى الآسفل في منتصف الصورة ليتكون تحت الشِّرْيانُ المُنْعَطِفُ الآيسر القاصي. الشريان الأمامى الأيسر الهابط، في آغلب الآحيان، له فرعان قطريان كبار، نشئا في وسط قمة الصورة ويسيران باتجاه وسط يمين الصورة.

قسطرة الشريان التاجي أو قسطرة الشريان التاجي هي تدخل جراحي بسيط للوصول إلى الدورة الدموية التاجية وغرف القلب المليئة بالدم عن طريق استخدام قسطر. هذه الطريقة تستخدم لآهداف تشخيصية وعلاجية.
 قثطرة الشريان التاجي واحدة من عدة فحوصات تشخيصية لطب القلب. على وجه التحديد، قثطرة الشريان التاجي اختبار يُفسر نظريا يُعمل للتعرف على إِطْباقٌ، تضيق، عَودَةُ التَّضَيُّق، تخثر، تمدد الأوعية الدموية للشريان التاجي; حجم غرف القلب; اداد انقباضات عضلات القلب; وبعض جوانب وظائف صمامات القلب. قيم ضغط مهمة كضغط الدم الداخلي للقلب والرئة لا يمكن قياسه من خارج الجسم، يمكن قياسها بدقة من خلال هذا الاختبار. 
المشاكل الآكثر شيوعاً الذي يتعامل معها هذا الاختبار تكون بسبب التصلب العصيدي- نشاط ورم عصيدي في جدران الشرايين التاجية. 
مشاكل في صمامات القلب، عضلات القلب، واضْطِرابُ النَّظْم هي اقل شيوعا التركيز الآساسي للاختبار.
 إذا كان هنالك ورم عصيدي، أو جُلْطَة، بارزة في لمعة الوعاء الدموي الذي يؤدي إلى ضِيْقَة، يمكن رؤيته كزيادة ضَبابِيَّة في ظِل أَشِعَّةٌ سينيَّة الدم/الصِبغ الموجود في ذلك الجزء من الشريان؛ مقارنة بالأجزاء الاقرب المفترض أن تكون أكثر صحة وأقل تضيقاً. انظر للرسمة الإيضاحية لصورة وعائية للشريان التَّاجي على صفحة رَأْبُ الوِعاء.  
 لإرشاد وضع القِثْطار أثناء الفَحْص، الطَبيب عموما يعتمد على معرفة مفصَّلة بالتَّشْرِيح الباطني، يُرْشِد سلك القِثْطار وبشكل متقطع يستخدم تَنْظيرٌ تَأَلُّقِيّ وأَشِعَّةٌ سينيَّة ذات جرعة منخفضة لكي يَتَبَصَّر عند الحاجة. يتم ذلك بدون حفظ تسجيلات لتلك النظرة الموجزة. عندما يصبح الطَبيب جاهز لتسجيل المناظر التَشْخيصِيّة، التي يتم حفظها بحيث يمكن فحصها بعناية لاحقاً، يُفَعِّل المُعَدَّات ليطبِّق أَشِعَّةٌ سينيَّة ذات جرعة عالية، يطلق عليها ساين، كي يتم خلق صور متحركة بجودة أفضل، بتباين كَثَافَةٌ إِشِعاعِيَّة حادَّ، عادة باستخدام 30 لقطة في الثانية. الطَبيب يتَحَكُّم بكِلا من حَقْن الصبغة، تَنْظيرٌ تَأَلُّقِيّ ووقت تطبيق الساين لكي يتم تَصْغِيْرٌ كمية الأَشِعَّةٌ السينيَّة المستخدمة. يتم تسجيل جرعات المواد الظليلة أو العتيمة للأشعة ومدَّة التَعَرُّض للأَشِعَّةٌ سينيَّة بصورة روتينية لمحاولة تَكْبِيْرٌ السَلاَمَة. 
 رغم أنه ليس تركيز الاختبار، تَكَلُّس جُدْران الشِرْيان الذي يقع في الحَوافِي الخارجية للورم العصيدي يتم أحياناً التعرٌّف عليه بالتَنْظيرٌ التَأَلُّقِيّ (من دون حقن صبغة) كحَلَقَة بَهَرُ البَصَر ظَليلٌ للأَشِعَّة محوط جزئياً، ومنفصلة عن لمعة الوعاء الدموي المَمْلُوءَةٌ بالدم المتوسط بورم عصيدي وتَبْطين بِطانِيّ الشَفيفٌ للأشِعَّة. التَكَلُّس، بالرغم من وجوده عادة، يتمكن رؤيته فقط عندما يكون مُتَقَدِّم وقَطَّاع الأيونات المتَكَلُّسة من جٍدَار الشِرْيان حيث يتمكن رؤيته بشكل عرضي من خلال عِدَّة حلقات متَكَلُّسة، حيث يتم خلق كَثَافَةٌ إِشِعاعِيَّة كافية لتمكين رؤيته بالتَنْظيرٌ التَأَلُّقِيّ.

## دواعي القسطرة
- النوبات القلبية
- اختبار الجهد القلبي
- فشل قلب طارئ وغير مبرر
- الم في الصدر مستمر حتى مع المواظبة على العلاج
- تشخيص ذبحة برنزميتال
- اضطراب نظم قلبي خطير (خفقان القلب)
- النجاة من موت القلب المفاجئ

## توقعات المريض
اثناء القسطرة، يكون المريض غالباً واعي لكن قد يعطى مخدر موضعي كـالليدوكائين. من فوائد إجراء القسطرة اثناء وعي المريض، انه يسمح للمريض ان يعبر عن وجود أي الآم اثناء القسطرة مما يؤدي إلى تصحيح أي اخطاء فوراً. الأجهزة الطبية لا يعتمد عليها لمعرفة حالة المريض وسلامة عملية القسطرة؛ أفضل طريقة لمراقبة حالة المريض هو شعور وتعبير المريض عن وجود أي الآم.
عملية القسطرة غالباً عملية امنة وليس فيها اضرار، ولكن قد تحدث بعض المضاعفات النادرة (أقل من 1٪) كـالوفاة، النوبات القلبية، السكتة الدماغية، تسرع بطيني، ومضاعفات الأوعية الدموية. غالباً المريض يكون في المختبر ما بين 20-45 دقيقة، ولكن قد تزيد المدة إذا طرأت أي أعطاب تقنية في الأجهزة.

## المعدات
قسطرة الشريان التاجي تتم في مختبر القسطرة والذي غالباً ما يكون في المستشفى. المريض غالباً يكون منسدح على طاولة تسمح لمرور الأشعة السينية. أجهزة الأشعة والأجهزة المستعملة في القسطرة تكون مواجهة لصدر المريض وقابلة للحركة بحيث تسمح للطبيب الرؤية من عدة اتجاهات. بعض الأجهزة المتقدمة، تستخدم عدة مصادر لتصوير الشرايين.

## الطرق البديلة
قد يكون استعمال الـتصوير المقطعي للشرايين التاجية كبديل اقل تدخلاً من القسطرة. بدلاً عن ادخال قسطر في الوريد، في التصوير المقطعي للشرايين التاجية يتم ادخال صبغة تبرز في التصوير المقطعي عن طريق الوريد. التصوير المقطعي للشرايين التاجية يقلل من خطر المضاعفات كـثقب الشرايين أو العدوى والالتهاب في مكان القسطرة. يوفر التصوير المقطعي للشرايين التاجية صورة ثلاثية الأبعاد يمكن التلاعب بها عن طريق الحاسب، ويمكن حساب حجم البطين الأيمن والأيسر. منطقة احتشاء عضلة القلب والكاليسوم في الشرايين يمكن ملاحظتها ولكنها تتطلب تعرض اشعاعي أكبر. ولكن مع ذلك كله، ما يميز القسطرة هو قدرة الطبيب على إجراء عمليات كتوسعة الأوعية الدموية (رأب الوعاء) أو إدخال دعامة لتحسين تدفق الدم إلى الشريان.

## التطور في العلاجات المعتمدة على القسطرة
ابتليت الإجراءات التدخلية بسبب عودة التضيق بسبب فرط تشكل البطانة الغشائية في موقع الآفة. إعادة التضيق هو ردة فعل الجسم لإصابات الأوعية الشريانية الناتجة من عمليات رأب الوعاء، والدعامة لأن الجسم يعتبرها جسم غريب. اظهرت دراسات بين 1980 و 1990، أن استعمال قسطرة البالون يسبب في 50٪ من المرضى بإعادة التضيق، ولكن النسبة انخفضت مع استعمال الدعامات التي تستعمل الأدوية؛ الآدوية التي تستعمل هي سيروليموس، وباكليتاكسيل، وإيفيروليموس. في القسطرة التي تستعمل الأدوية يتم مع العملية استعمال دواء طويل المدى يساعد ويقلل من إعادة التضيق. من المهم الأخذ بالاعتبار لهذه الأشياء الثلاث عند استعمال القسطرة التي تستعمل الأدوية (أ) اختيار عناصر فعالة، (ب) تطوير طرق ربط الأدوية على نحو كاف بـسطح الدعامة، و (ج) وضع آليات تجعل الدواء يفرز ببطء على مدى نحو 30 يوما. واحد من أحدث الابتكارات في الدعامات التاجية هو وضع الدعامة القابلة للذوبان. مختبرات أبوت استخدمت مادة قابلة للذوبان تسمى عديد حمض اللبنيك، والتي من شأنها أن تمتص تماما في غضون سنتين (2) من زراعتها.